# Саккара

Некророль Саккари

Саккара — село в Єгипті, приблизно за 30 км на південь від Каїра, де міститься найдавніший некрополь столиці Стародавнього царства — Мемфіса.

## Загальний опис
Назва його походить від імені бога мертвих — Сокара. Протяжність мемфіського некрополя з півночі на південь — сім кілометрів; ширина 1500–500 м. Загалом царських пірамід — одинадцять, більшою частиною 6-й династії, серед них виділяються поховання фараонів Теті, Пепі I і Пепі II. Центральна споруда — ступінчата піраміда Джосера, і фараона, 3-й династії хоча царські поховання є тут ще і за часів 2-ї династії, а перший мастаби відносяться до періоду 1-ї династії. Хоча після Пепі II фараонів в Саккарі не ховали, поховання менш важливих персон тривали тут в усі наступні періоди, аж до римської епохи. Знаменитий узурпатор Хоремхеб підготував тут для себе гробницю ще перед тим, як стати фараоном. Одна з найцікавіших рис некрополя — Серапеум, дорогою до якого в період еллінізму були розставлені статуї великих грецьких філософів. Розкопки в Саккарі проводилися постійно; систематично повів справу Огюст Маріетт, будинок якого зберігається в північній частині пустелі. Як не дивно, величезна система поховальних камер в околицях ступінчастої піраміди була виявлена тільки в 1924 року. 2006 року на території некрополя з'явився музей Імхотепа.

## Сучасні події
У 2015 році відкрита гробниця Маї, годувальниці Тутанхамона

## Клімат
Село знаходиться у зоні, котра характеризується кліматом тропічних пустель. Найтепліший місяць — липень із середньою температурою 28.4 °C (83.1 °F). Найхолодніший місяць — січень, із середньою температурою 13.6 °С (56.5 °F).
| Клімат Саккари          | Клімат Саккари | Клімат Саккари | Клімат Саккари | Клімат Саккари | Клімат Саккари | Клімат Саккари | Клімат Саккари | Клімат Саккари | Клімат Саккари | Клімат Саккари | Клімат Саккари | Клімат Саккари | Клімат Саккари |
| Показник                | Січ.           | Лют.           | Бер.           | Квіт.          | Трав.          | Черв.          | Лип.           | Серп.          | Вер.           | Жовт.          | Лист.          | Груд.          | Рік            |
| Середній максимум, °C   | 18,6           | 20,7           | 23,4           | 28,3           | 32,4           | 34,9           | 34,1           | 34,5           | 32,8           | 30,1           | 24,7           | 20,5           | 27,9           |
| Середня температура, °C | 13,6           | 15             | 17,5           | 21,7           | 25,1           | 27,6           | 28,4           | 28,2           | 26,6           | 23,9           | 19,3           | 15,1           | 21,8           |
| Середній мінімум, °C    | 7,3            | 8,4            | 10,1           | 13,5           | 17             | 19,4           | 20,6           | 21,1           | 19,7           | 17,4           | 12,8           | 9,2            | 14,7           |
| Норма опадів, мм        | 5.1            | 3.7            | 2.1            | 0.9            | 0.4            | 0              | 0              | 0              | 0              | 0.5            | 2.3            | 4.8            | 19.8           |
| Днів з опадами          | 3,5            | 2,7            | 1,9            | 0,9            | 0,4            | 0              | 0              | 0              | 0,1            | 0,5            | 1,1            | 2,5            | 13,6           |
| Вологість повітря, %    | 61.5           | 56.8           | 53.5           | 45.1           | 43.1           | 46.4           | 54.3           | 58.1           | 57.7           | 57.2           | 60.4           | 61.8           | 54.7           |
| ----------------------- | -------------- | -------------- | -------------- | -------------- | -------------- | -------------- | -------------- | -------------- | -------------- | -------------- | -------------- | -------------- | -------------- |
| Джерело: Weatherbase    |                |                |                |                |                |                |                |                |                |                |                |                |                |

## Галерея

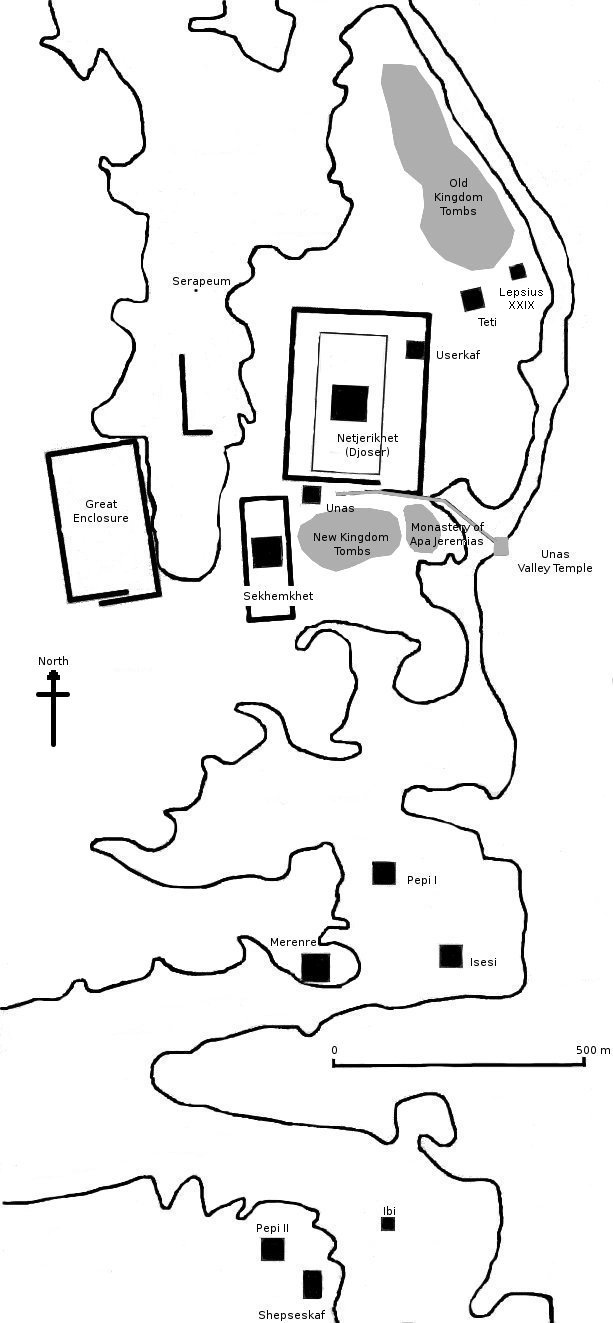
Некророль Саккари
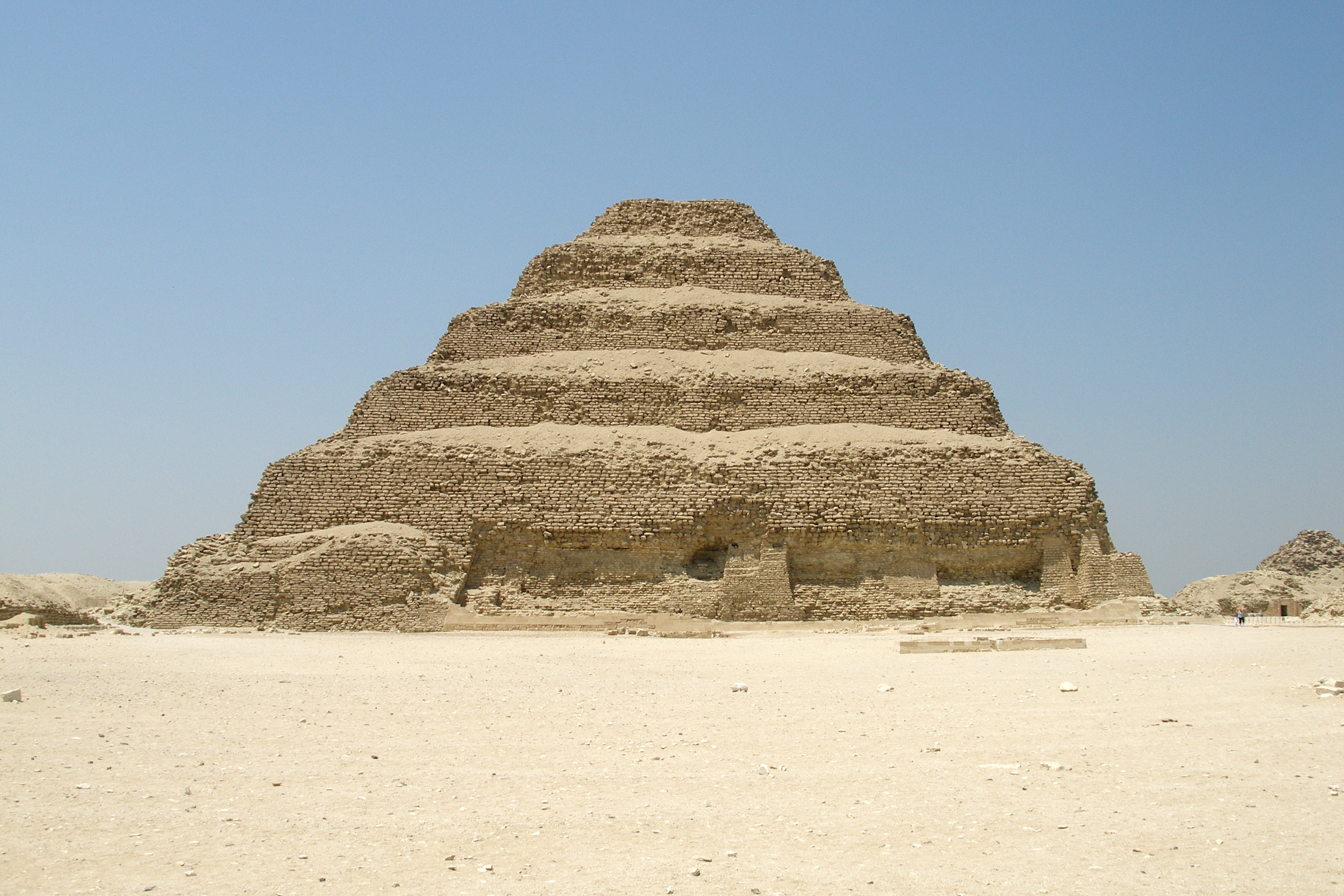
Піраміда Джосера
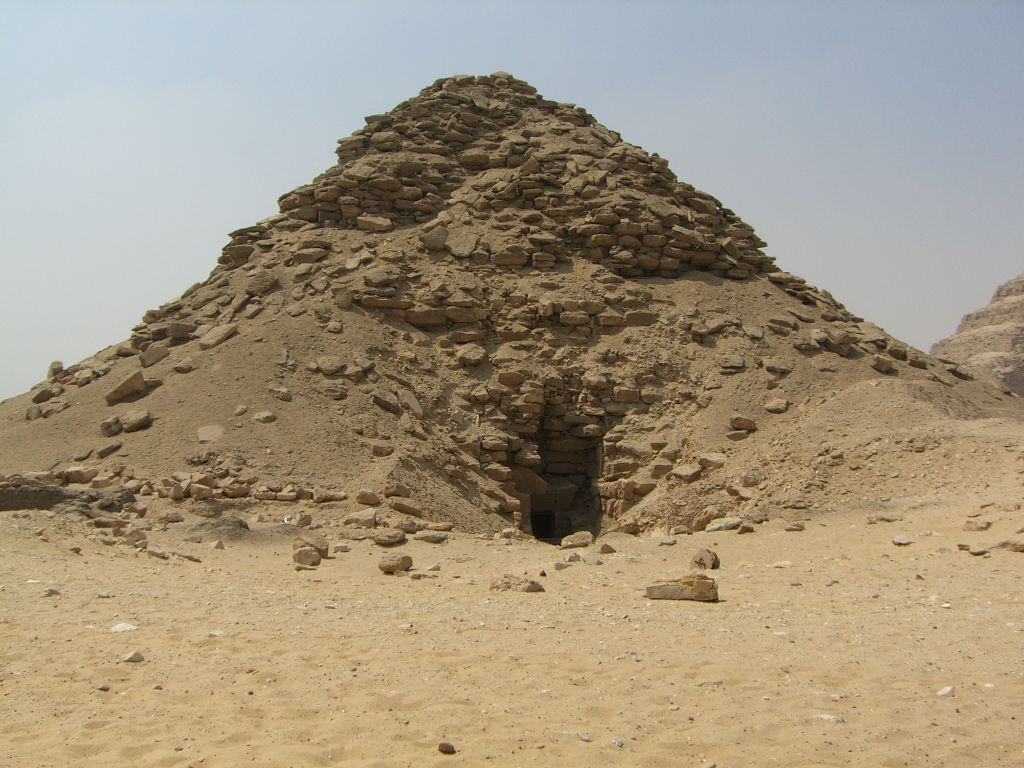
Піраміда Узеркафа
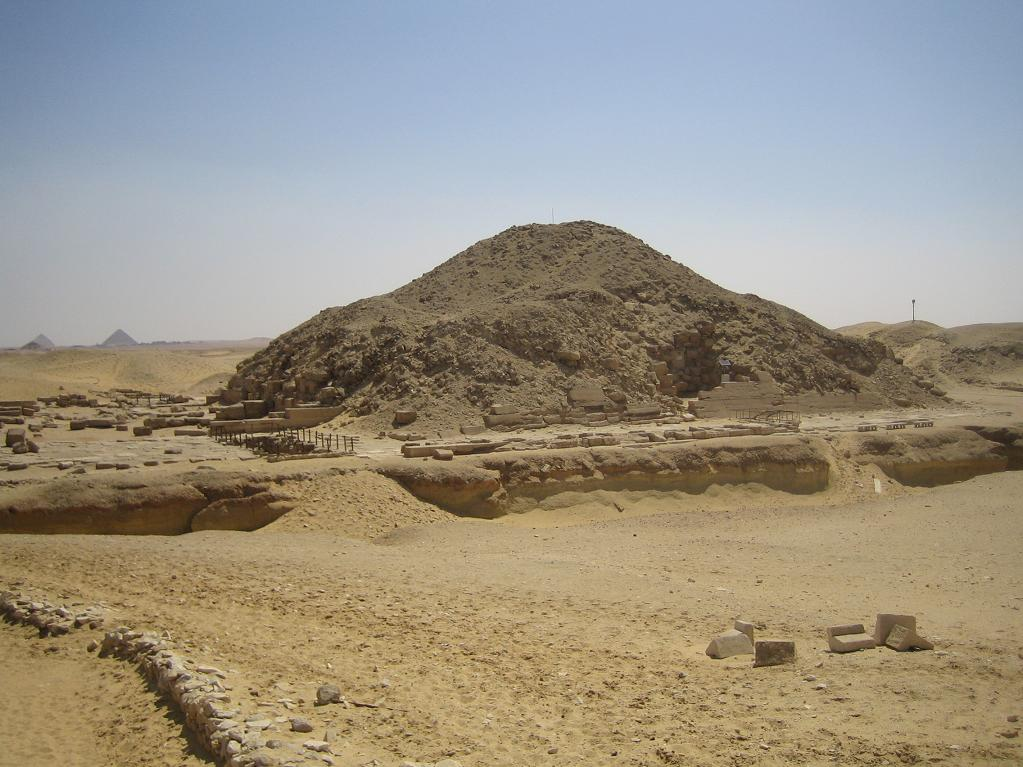
Піраміда Унаса
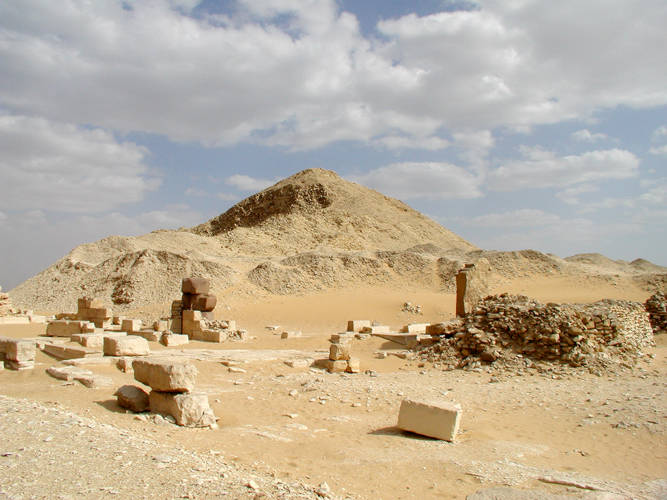
Піраміда Пепі II
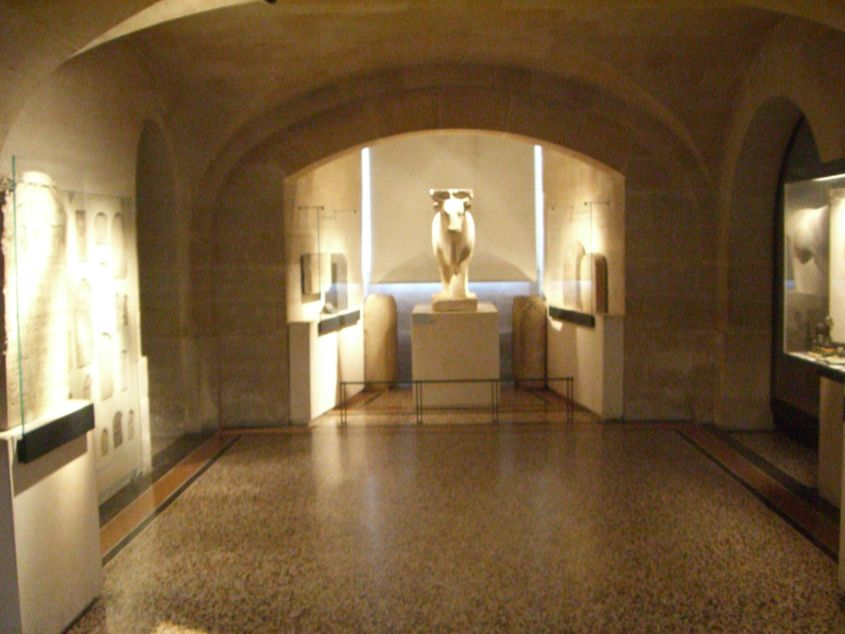
Серапеум в Музеї Лувра
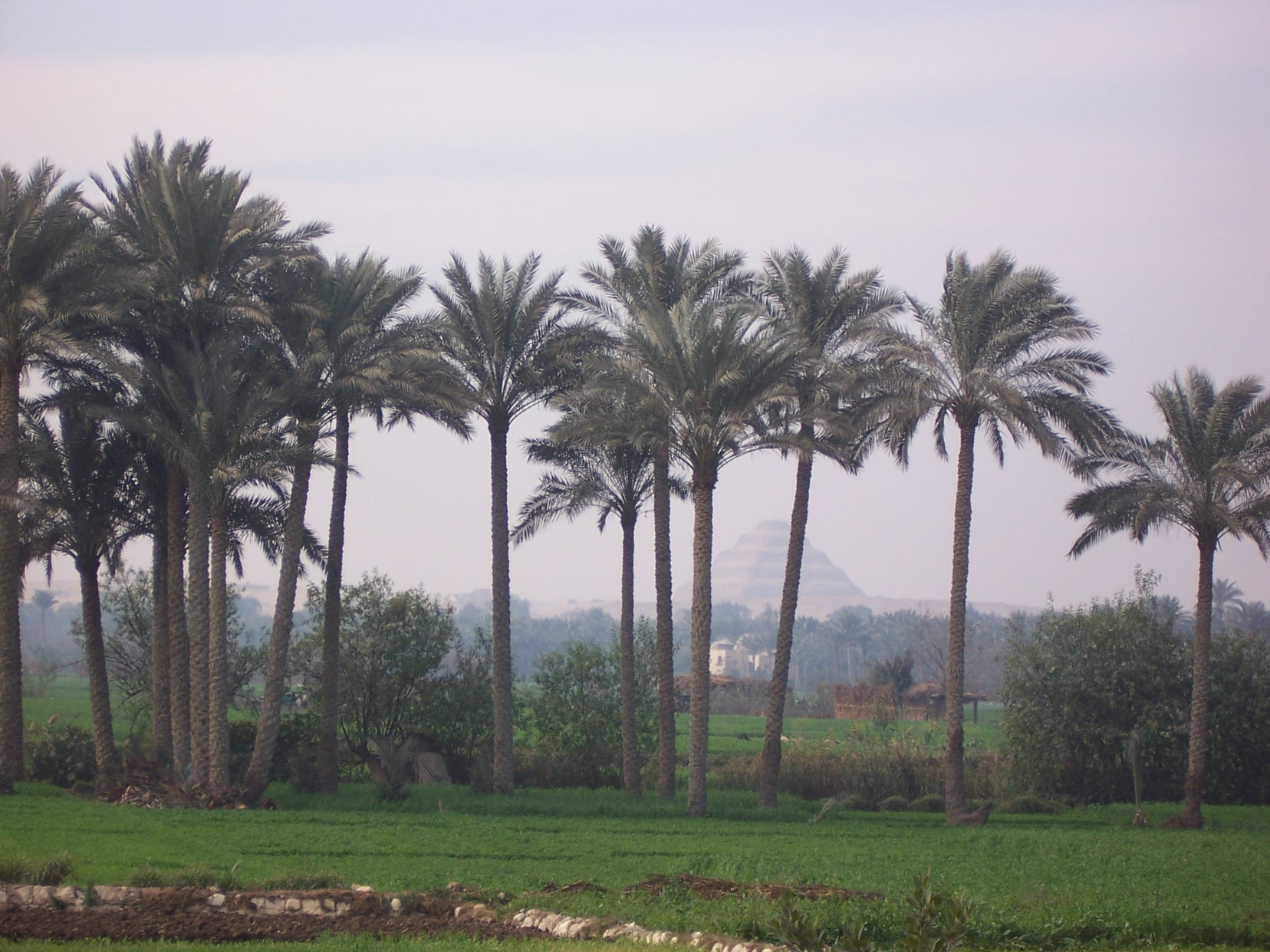
Саккара
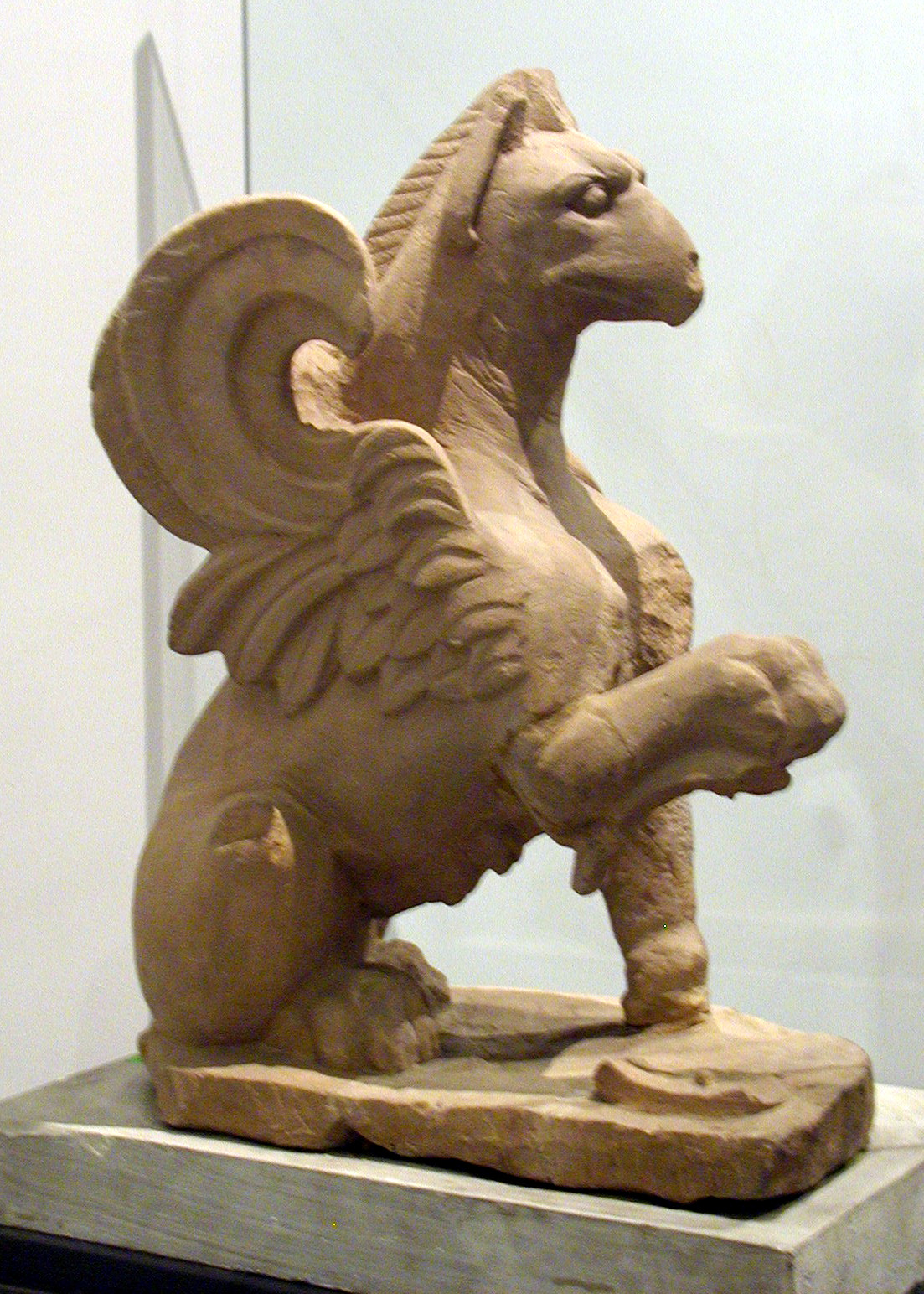
Грифон із Саккари,
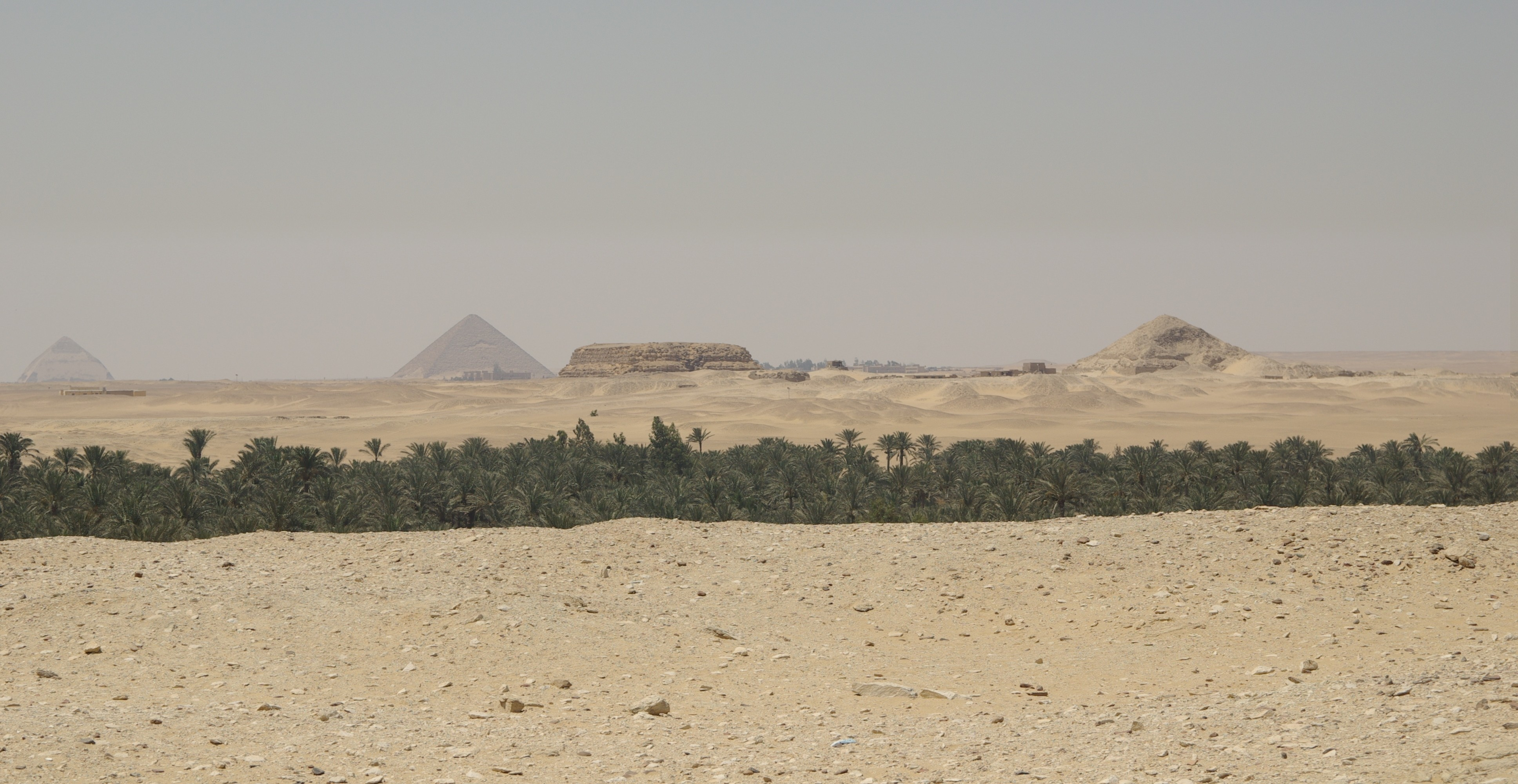
Піраміди Саккари, Національний музей, Александрія
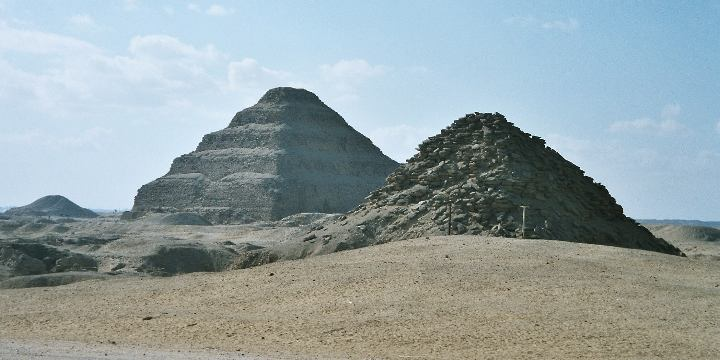
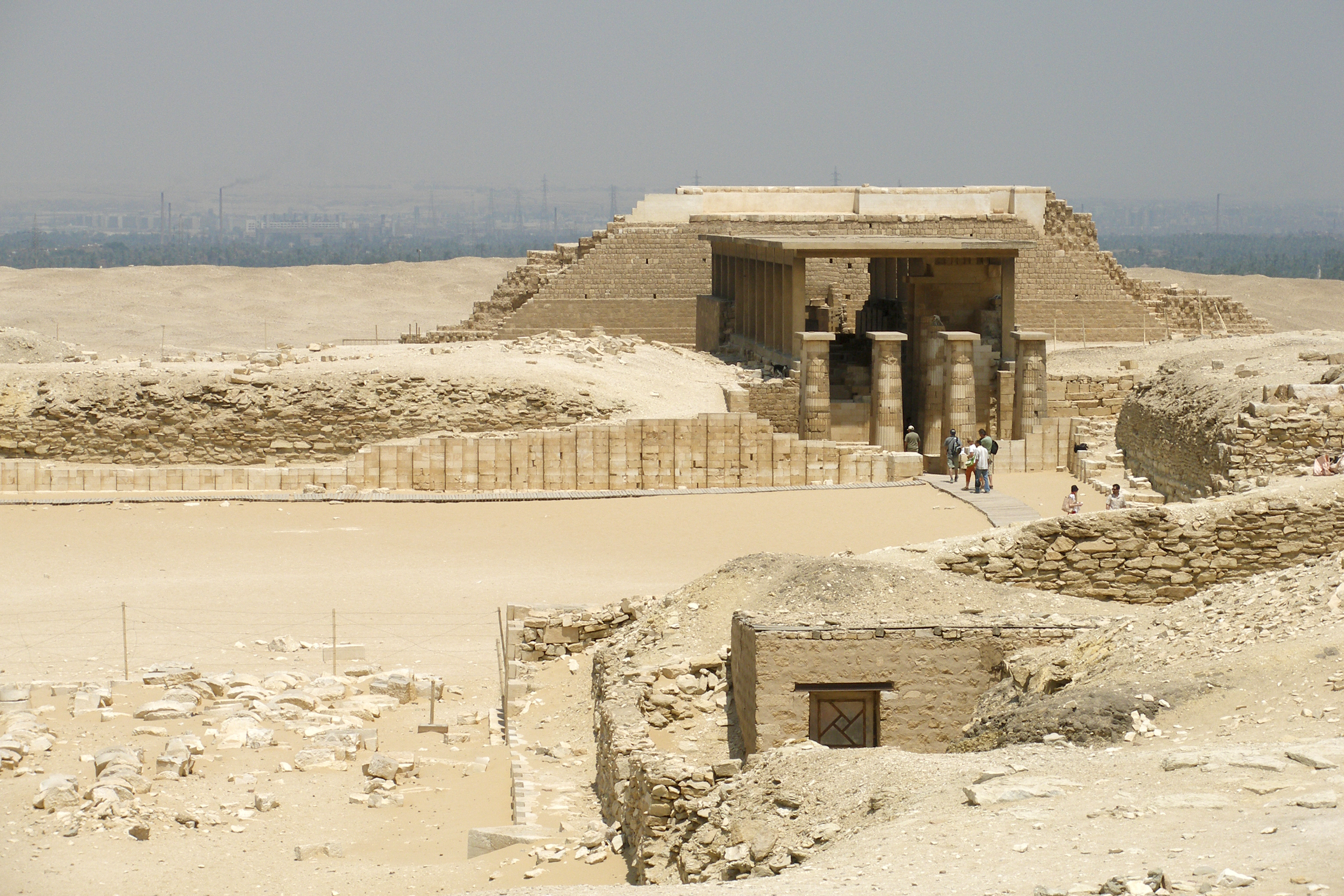
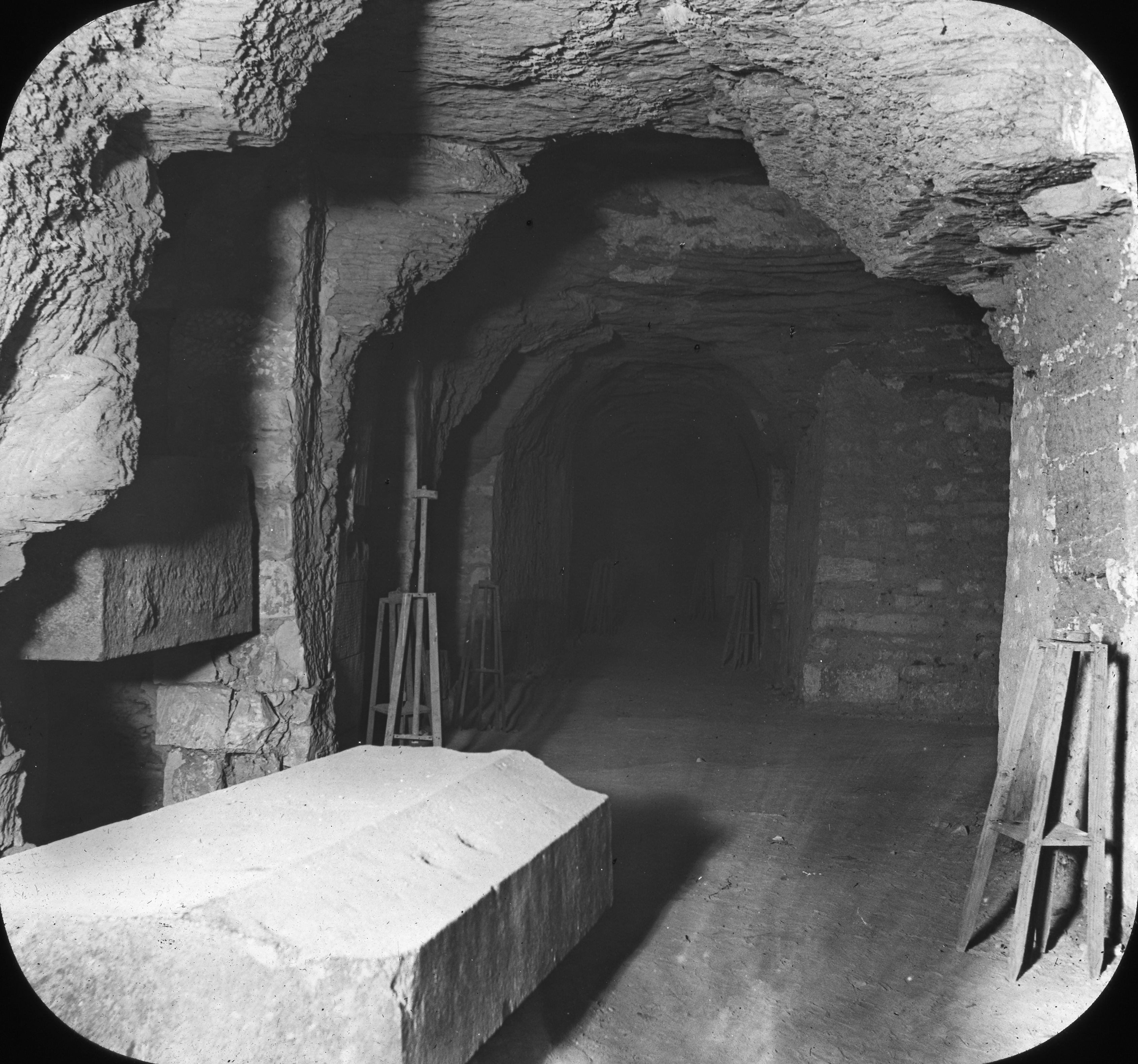
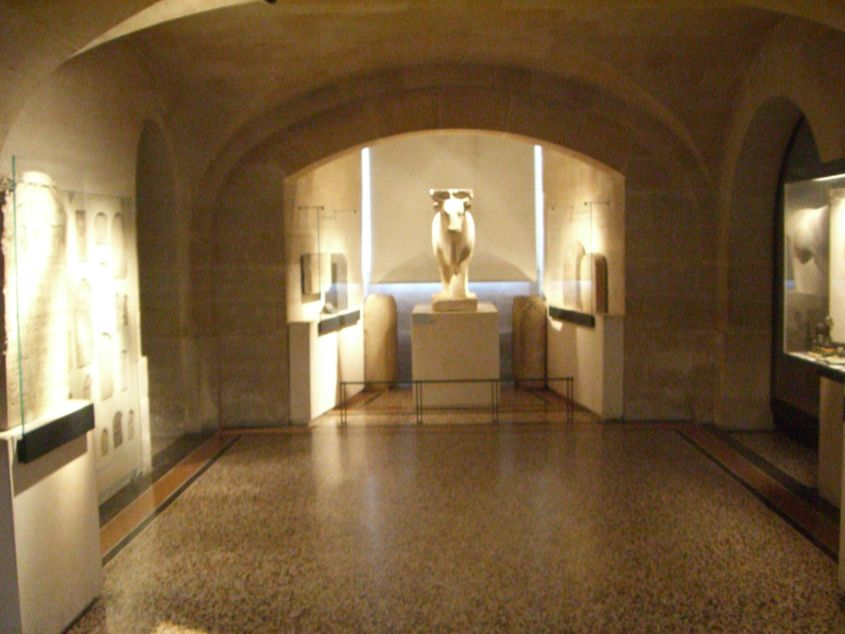
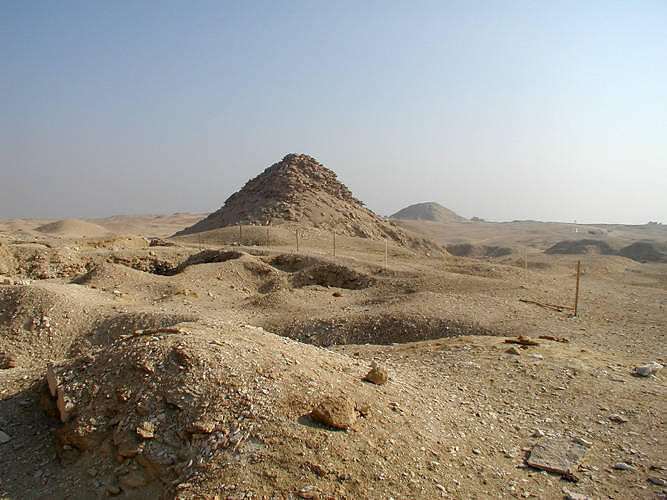
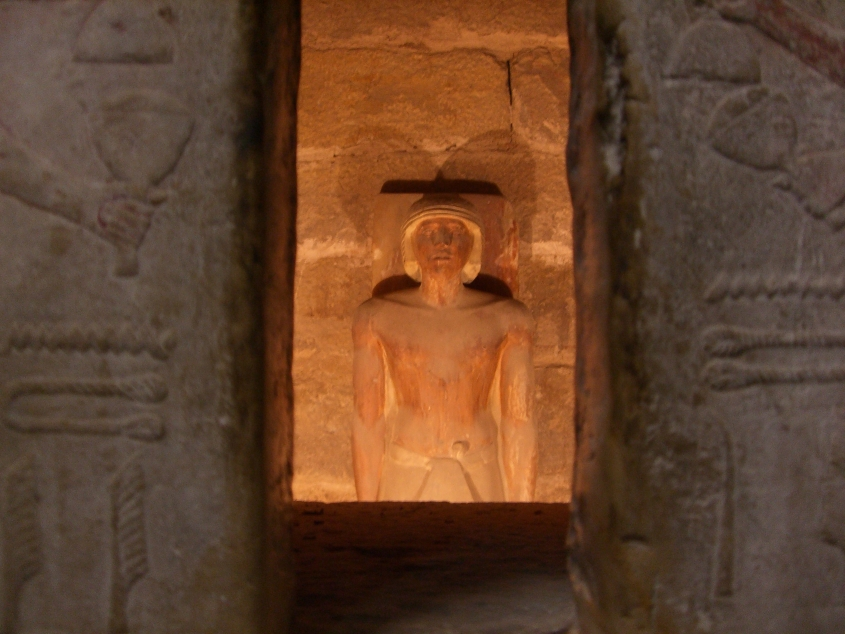
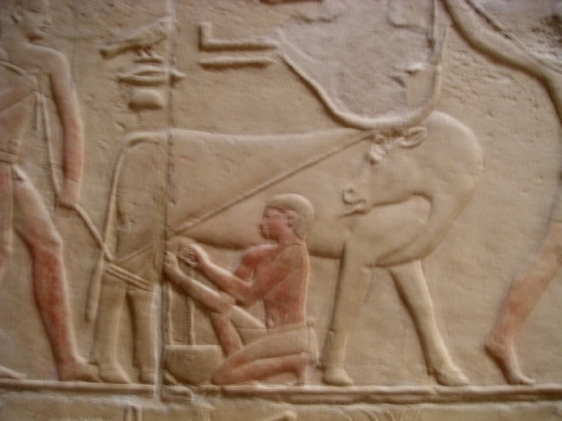
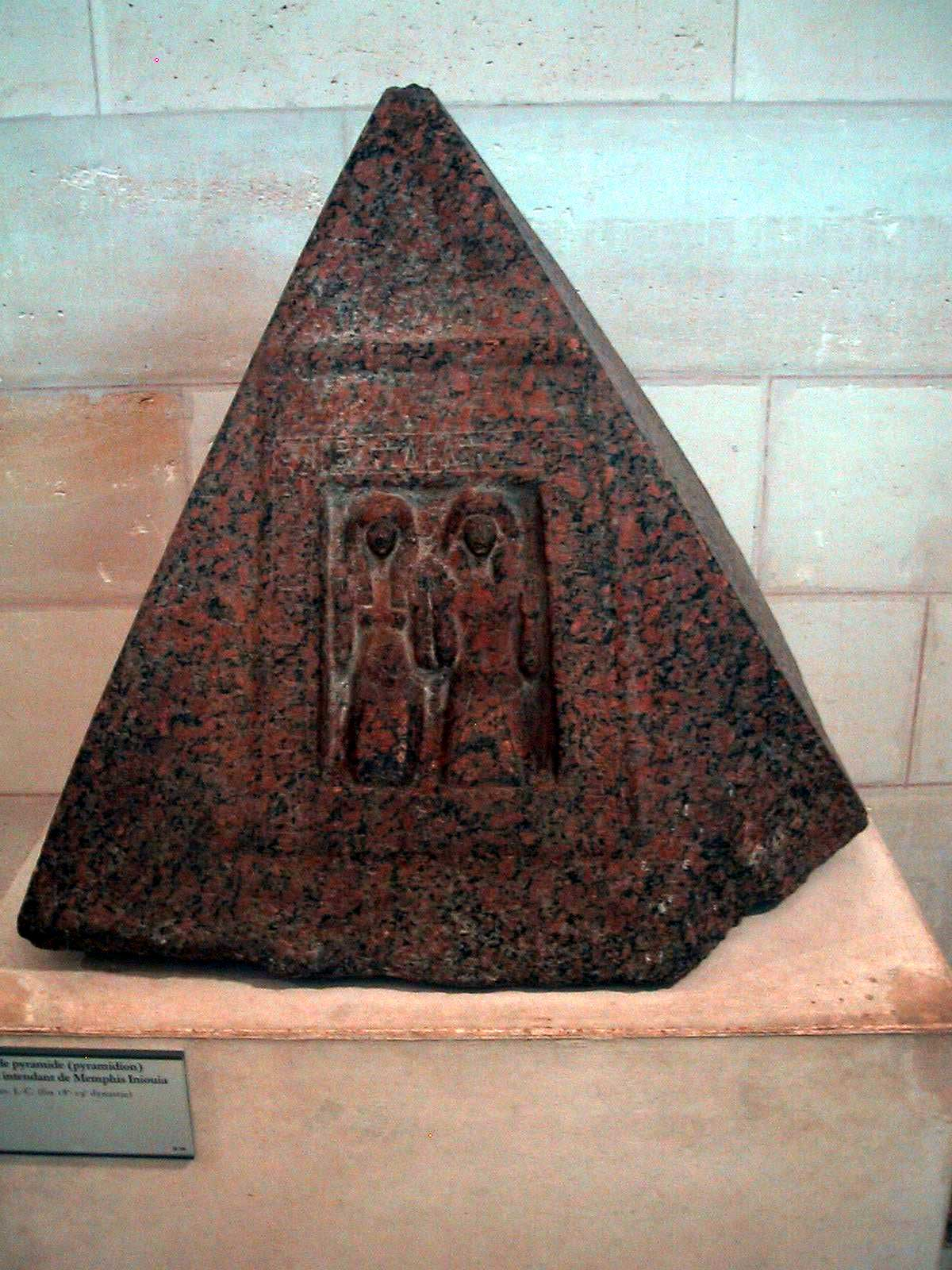
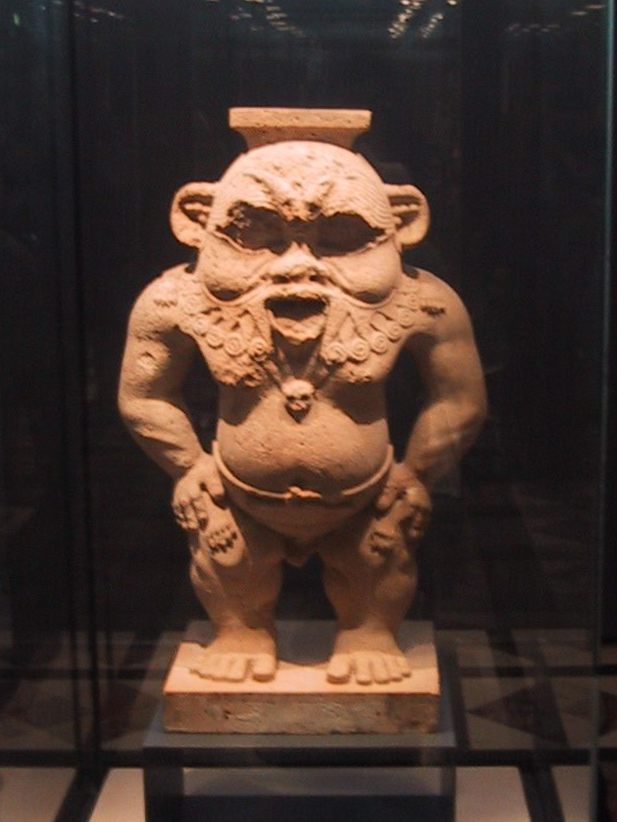